# Кунинг, Виллем де
Виллем де Кунинг (также Ко́онинг нидерл. Willem de Kooning; нидерландское произношение де Конинг, 24 апреля 1904, Роттердам — 19 марта 1997, Лонг-Айленд) — голландский и американский художник, скульптор второй половины XX века, один из представителей абстрактного экспрессионизма.

## Биография и творчество

«Композиция» («Composition». 1955). Музей Гуггенгейма. Нью-Йорк

Уроженец Роттердама. Его родители, Леендерт де Коонинг и Корнелия Нобель, развелись в 1907 году, и де Кунинг жил сначала с отцом, а затем с матерью. До 1924 года посещал вечерние занятия в Академии имени Виллема де Коонинга. В 1926 году нелегально выехал в США, в течение последующих 70 лет жил и работал в Нью-Йорке. Был дружен с Аршилем Горки и испытал его влияние.
Индивидуальная манера де Кунинга сложилась на рубеже 1930-х и 1940-х гг. под влиянием Пикассо и Миро. В 1943 г. он женился на известной художнице Элен Фрид. В 1950-е гг. де Кунинг идёт по пути примитивизации, разрабатывает так называемые «фигуративные абстракции». Одинокая женская фигура под действием неистовых, пастозных «мазков-ударов» на холстах де Кунинга превращается в некий живописный тотем, открытый для радикальных фрейдистских прочтений.
Со временем полотна де Кунинга наполняются пейзажными мотивами, становятся всё менее предметными. Тяготение к нарочитой декоративности преобладает в работах его позднего периода, осложнённого алкоголизмом и болезнью Альцгеймера. Несмотря на неоднозначный характер творчества де Кунинга, он стал первым художником, удостоенным Императорской премии.
Ретроспектива Виллема де Кунинга в MoMA стала самой посещаемой нью-йоркской выставкой 2012 года и тринадцатой по посещаемости выставкой в мире.